# Километричен камък
Километричен камък или километричен знак се наричат постоянни маркери, които са разположени по пътищата на точни интервали от 1 километър (с което се прави километриране на пътя).
Всички републикански и общински пътища са номерирани според тяхната степен на важност и степен на използване, и имат начало и край. На километричния камък се означава номера на пътя и числото на съответния километър (разстоянието в километри от началната точка до камъка). Поставят се от дясната страна при единично пътно платно, и по средата при двойно пътно платно (магистрала), в посока нарастване на километража.
Километричните камъни в миналото са се изработвали от здрав камък с издълбани в него данни за пътя. Съвременните километрични камъни (знаци) се изработват от бетон, стоманобетон, или са стоманени като пътните табели. Надписите им са от боя или са от емайл за стоманените табелки. За особено важни километрични камъни като „нулевите“ се изработват специални означения и монументи.

## Милиарен камък
Милиарният камък е първообраз на километричния камък. Милиарен камък е поставян на всяка римска миля (около 1,5 km) покрай пътищата в Римската империя, като е имал и пореден номер.
Нулевият милиарен камък, наречен Милиариум Ауреум (Miliarium aureum – Златен километричен камък), е поставен в Рим по времето на император Октавиан Август, като е отбелязвал центъра на империята и на цивилизацията. Спрямо нулевия милиарен камък са се отчитали всички разстояния в империята. Милиариум Ауреум е бил до храма на Сатурн на древния Римски форум и е представлявал позлатен бронзов монумент (запазена е само мраморната му основа). От факта че всички пътища в империята са започвали от нулевия милиарен камък в столицата ѝ Рим, възниква и поговорката „Всички пътища водят в Рим“ (пример за идеята за „пъп на света“).
В България, при строежа на пристанището на Дунав при Русе са открити няколко милиарни камъка, обозначващи известното римско пристанище Сексагинта Приста. Първият милиарен камък е поставен по времето на император Антоний Пий (138 – 161 г.) от високопоставено лице – императорския заместник Тиберий Клавдий Сатурн, като участие взела и Втора Матиакоска кохорта. Вторият е поставен по времето на император Марк Аврелий (140 – 180 г.) от императорския наместник Сервилий Фабиан с участието на Втората Бритонска кохорта на Флавий, а третият при император Аврелиан (270 – 275 г.) с участието на Втора Флавиева кохорта.

## Други нулеви километрични камъни
В различните страни по света също има исторически „нулеви“ километрични камъни. Те бележат нулевия километър, от който условно започват всички пътища и магистрали там.
- Русия – Бронзовият знак се намира в центъра на Москва, пред Иверските (Възкресенските) врати, и е разположен върху паважа на алеята, която свързва Червения площад с Манежния. Официалното му название е „Нулевой километр автодорог Российской Федерации“ (Нулев километър на автомобилните пътища на Руската федерация). Поставен е през 1996 г. и е популярна туристическа атракция.
- Франция – „Нулевата точка“ е поставена през 1769 г. в самия център на Париж – пред централния вход на катедралата „Нотр Дам“. Представлява каменен диск, който някога всъщност е бил роза на ветровете, с малък месингов орнамент в центъра.
- Испания – Километър 0 се намира на централния площад „Пуерта дел Сол“ в Мадрид, пред старата поща. През 2002 г. е завъртян на 1800 (полуоборот), защото изобразената на него карта на Испания дотогава е била обърната наопаки.
- Индия – съоръжението представлява семпла платформа от черен мрамор, поставена на мястото, където на 31 януари 1948 г. е кремирано тялото на Махатма Ганди, виден индийски политик, известен като „бащата на индийската нация“.
- Филипини – Основа на пилон за поставяне на знаме в парк „Рисал“ (на името на писателя Хосе Рисал) в столицата Манила.
- Унгария – Скулптура от варовик със символите „0 К М“. В миналото е имало подобно означение на прага на Кралския дворец в Буда, разрушен при построяването на един от мостовете над Дунав през 1849 г.
- Япония – Гранитен постамент с бронзова плоча разположен по средата на моста „Нихонбашин“ (Японския мост) в столицата Токио.
- Панама – Отбелязан е върху моста „Мартин Соса“ на авеню „Симон Боливар“, което е част от Панамериканската магистрала.
- Аржентина – Поставен е в центъра на Буенос Айрес.
- Куба – Представлява инкрустиран 25-каратов диамант поставен пода в самия център голямата зала на Капитолия (вариант на местните капитолии в САЩ). Диамантът е копие на оригиналния диамант, за който се твърди, че принадлежал на руския император Николай II.
- Англия – разстоянията се измерват от железопътната гара „Черинг Крос“ в Лондон. Жителите на града обаче предпочитат да смятат за „нулев километър“ на страната прочутия Лондонски камък, свързан с различни легенди, който първоначално е бил разположен в средата на „Кенън Стрийт“, а впоследствие – вграден в стената на магазин край станцията на метрото на „Кенън Стрийт“.
- САЩ – Представлява гранитен блок (отломък) с височина около 1.20 m, на върха на който е поставен бронзов диск с формата на 16-лъчева роза на ветровете, официално открит на 4 юни 1923 г. близо до Белия дом в столицата Вашингтон. Използва се само за определяне на разстоянията на територията на града.
- Румъния – Монумент с бронзова скулптура, наподобяваща земното кълбо с 8 секции, символизиращи историческите провинции на Румъния, издигнат пред черквата „Свети Георги“  в Букурещ през 1938 г. като символ на Велика Румъния.